# Abengourou
Abengourou () est une ville a l'Est de la Côte d'Ivoire. Elle est le chef-lieu de la région de l’Indénié-Djuablin, et la capitale du district de la Comoé. La ville d’Abengourou est à 210 kilomètres d'Abidjan, à la frontière avec le Ghana. La population d'Abengourou est estimée en 2021, à plus de 164 424 habitants.

## Toponymie
Le nom « Abengourou » vient de l'expression « n'pé kro » signifiant en ashanti (langue du Ghana) « je n'aime pas les palabres ». Abengourou est le fief des Agnis. Peuple originairement issu du Ghana, les Agnis ont migré vers la Côte d'Ivoire avec le grand groupe Akan.

## Économie
Abengourou est une ville à vocation agricole, avec une production notable de cacao et de café. En avril 2025, le potentiel économique de la commune a été estimé à plus de 931 millions de francs CFA, dépassant le budget de l'année précédente.

## Administration
Une loi de 1978 a institué 27 communes de plein exercice sur le territoire du pays.
| Date d'élection | Identité                       | Parti    | Qualité         | Statut |
| --------------- | ------------------------------ | -------- | --------------- | ------ |
| 1980            | Anvo N'guetta Eugène dit Denos | PDCI-RDA | Homme politique | élu    |
| 1985            | Tiémélé Aka                    | PDCI-RDA | Homme politique | élu    |
| 1990            | Boa-Thiémélé Amoakon Edjampa   | PDCI-RDA | Homme politique | élu    |
| 1995            | Nicolas Kouassi Akon-You       | PDCI-RDA | Homme politique | élu    |
| 2001            | Nicolas Kouassi Akon-Yao       | PDCI-RDA | Homme politique | élu    |
| 2013            | Banga Amoikon                  | PDCI-RDA | Homme politique | élu    |
| 2023            | Hervé Patrick Adom             | RHDP     | Homme politique | élu    |

## Société

### Démographie
| 1975   | 1988   | 1998   | 2010    | 2021    |
| ------ | ------ | ------ | ------- | ------- |
| 30 028 | 58 974 | 79 509 | 144 074 | 164 424 |

### Éducation
Le département comporte 139 écoles publiques et 20 écoles privées pour assurer l'enseignement primaire. Il compte également 31 centres d’alphabétisation des adultes.

### Religion
Abengourou est le siège d'un évêché catholique créé, le 13 septembre 1963.

## Sports
Les compétitions sportives se déroulent exclusivement au chef-lieu du département, les autres localités ne disposant d'aucune infrastructure dédiée : la ville dispose de 2 clubs de football, l'Association Sportive Indenié d'Abengourou, vainqueur de la Coupe de Côte d'Ivoire de football en 1988 et qui évolue en MTN Ligue 2. Comme dans la plupart des villes du pays, il est organisé, de façon informelle, des tournois de football à 7 joueurs qui, très populaires en Côte d'Ivoire, sont dénommés maracanas.

## Pharmacies
La commune dispose de plusieurs pharmacies: 
- Pharmacie du Commerce
- Pharmacie Agnikro
- Pharmacie de l'Indénié
- Pharmacie du Carrefour
- Pharmacie du Marché
- Pharmacie Moya
- Pharmacie Providence
- Pharmacie Royale
- Pharmacie St Charbel
- Pharmacie Ste Thérèse

## La région
- Le musée Charles et Marguerith Bieth se situe dans le quartier Plateau ;
- À Zaranou se situe le musée Binger.

## Personnalités liées à la commune
- Boa-Thiémélé Amoakon Edjampa, est député ivoirien issu PDCI-RDA élu du département  d'Abengourou. Il fut vice-président de l'Assemblée nationale;
- Koffi Kwahulé est  écrivain et comédien né le 17 mai 1956 à Abengourou en Côte d'Ivoire;
- Anne-Marie Adiaffi est écrivaine,romancière née, en 1951 et morte en 1994;
- Jean-Marie Adiaffi est écrivain, scénariste, cinéaste et critique littéraire ivoirien, né le 1er janvier 1941 et  mort à Abidjan le 15 novembre 1999;
- Dr Émile Atta Brou, médecin pédiatre, Directeur de cabinet du ministère de la santé de 1970 à 1976, ministre chargé des relations avec l'assemblée nationale de 1976 à 1989, député de 1990 à 1999 et président de l'Assemblée nationale de 1997 à 1999 ;
- Kouame Koffi Athanase (1974-), notaire et homme politique ivoirien;
- Adom Kacou Houadja Léon, diplomate, ministre des affaires étrangères, de l'intégration africaine et des ivoiriens de l'extérieur depuis le 17 octobre 2023

## Villes voisines
- Berekum vers l'est, au Ghana ;
- Daoukro vers l'ouest ;
- Agnibilékrou au nord ;
- Adzopé au sud.